# Lecanora latro
Lecanora latro är en lavart som beskrevs av Poelt. Lecanora latro ingår i släktet Lecanora och familjen Lecanoraceae.  Arten är reproducerande i Sverige. Inga underarter finns listade i Catalogue of Life.